# Edentiella subtecta
Petasina subtecta é uma espécie de gastrópode  da família Hygromiidae.
É endémica de Austria.